# Landskroon (schip)
De Landskroon was een schip uit de 18e eeuw van de Vereenigde Oostindische Compagnie dat werd gebouwd in opdracht van de Kamer van Amsterdam.
Het schip was een fluitschip (fluytschip, fluyt), een lang type zeilschip met drie masten, een platte bodem, een brede buik, een smal dek en een ronde achtersteven. Het werd hoofdzakelijk gebruikt om vracht te vervoeren. 
Het schip werd in 1764 gebouwd op de VOC-werf in Amsterdam en voer van 1764 tot 1775 tussen Texel en Batavia of Ceylon. Op 31 december 1780 werd het schip afgelegd in Indië.
Aagtekerke · Akerendam · Amsterdam · Arnhem · Batavia · Bleijenburg · Concordia · De Dry Heuvels · De Dry Papegaijtiens · Dromedaris · Duyfken · Eendracht · Eendraght · Fortuyn · Geldermalsen · Gouden Buys · Goudriaan · 't Gulden Zeepaert · Halve Maen · Hof van Zeelandt · Hollandia · Landskroon · Leeuwin · Magdalena · Mauritius · Meermin · Midloo · Negotie · Nieuw Hoorn · Nieuwvliet · Nijenburg · Oude Zijpe (1711) · Oude Zijpe (1740) · Prins Willem · Rarop · Ravenstein · Ridderschap van Holland · Saerdam · Schiedam · Valkenbos · Vergulde Draeck · 't Vliegend Hert · Voetboog · Wapen van Amsterdam · 't Wapen van Hoorn · Westerbeek · Wimmenum · Zuytdorp · Zeewijk